# Islanda ai Giochi della XXX Olimpiade
L'Islanda partecipò ai Giochi della XXX Olimpiade di Londra, che si svolsero dal 27 luglio al 12 agosto 2012, con una delegazione di 28 atleti, 22 uomini e 6 donne. La nazione nordeuropea celebrò il suo centenario in queste Olimpiadi, avendo partecipato ad ogni edizione a partire dal 1912, ad eccezione di 4 volte (tutte di seguito, dal 1920 al 1932).
Portabandiera durante la cerimonia di apertura fu Ásdís Hjálmsdóttir, mentre durante quella di chiusura fu Ragna Ingólfsdóttir. L'avventura londinese dell'Islanda si concluse con zero medaglie.

## Atletica leggera
| q | Qualificato al turno successivo per ripescaggio                                                                                              |
| Q | Qualificato per il turno successivo direttamente per aver ottenuto la misura minima per la qualificazione oppure per piazzamento in batteria |

risultati ufficiali

### Maschile

#### Eventi su pista e strada
| Gara                 | Atleta   | Finale   | Finale |
| Gara                 | Atleta   | Tempo    | Pos.   |
| -------------------- | -------- | -------- | ------ |
| Kári Steinn Karlsson | maratona | 2h18'47" | 42º    |

#### Eventi su campo
| Atleta                   | Evento         | Qualificazioni | Qualificazioni | Finale          | Finale          |
| Atleta                   | Evento         | Misura         | Posizione      | Misura          | Posizione       |
| ------------------------ | -------------- | -------------- | -------------- | --------------- | --------------- |
| Óðinn Björn Þorsteinsson | Getto del peso | 17.62 m        | 36ª            | non qualificata | non qualificata |

### Donne

#### Eventi su campo
| Atleta             | Evento                 | Qualificazioni | Qualificazioni | Finale  | Finale    |
| Atleta             | Evento                 | Misura         | Posizione      | Misura  | Posizione |
| ------------------ | ---------------------- | -------------- | -------------- | ------- | --------- |
| Ásdís Hjálmsdóttir | Lancio del giavellotto | 62.77          | 8ª Q           | 59.08 m | 11ª       |

## Badminton
risultati ufficiali

### Femminile
| Atleta              | Evento  | Girone                                   | Girone                       | Girone    | Ottavi               | Quarti               | Semifinale           | Finale               | Finale          |
| Atleta              | Evento  | Avversario Punteggio                     | Avversario Punteggio         | Posizione | Avversario Punteggio | Avversario Punteggio | Avversario Punteggio | Avversario Punteggio | Posizione       |
| ------------------- | ------- | ---------------------------------------- | ---------------------------- | --------- | -------------------- | -------------------- | -------------------- | -------------------- | --------------- |
| Ragna Ingólfsdóttir | Singolo | Akvilė Stapušaitytė (LTU) V 21-10, 21-16 | Yao Jie (NED) P 12-21, 23-25 | 2ª        | non qualificata      | non qualificata      | non qualificata      | non qualificata      | non qualificata |

## Judo
risultati ufficiali

### Maschile
| Atleta                | Evento  | Preliminari                  | 16-esimi             | Ottavi               | Quarti di finale     | Semifinali           | 1º Turno ripescaggi  | Ripescaggi Quarti    | Ripescaggi Semifinali | Finale               |
| Atleta                | Evento  | Avversario Risultato         | Avversario Risultato | Avversario Risultato | Avversario Risultato | Avversario Risultato | Avversario Risultato | Avversario Risultato | Avversario Risultato  | Avversario Risultato |
| --------------------- | ------- | ---------------------------- | -------------------- | -------------------- | -------------------- | -------------------- | -------------------- | -------------------- | --------------------- | -------------------- |
| Þormóður Árni Jónsson | +100 kg | Rafael Silva (BRA) P (0-100) | non qualificato      | non qualificato      | non qualificato      | non qualificato      | non qualificato      | non qualificato      | non qualificato       | non qualificato      |

## Nuoto e sport acquatici

### Nuoto
risultati ufficiali

#### Maschile
| Atleta                 | Evento              | Batteria | Batteria   | Semifinale      | Semifinale      | Finale          | Finale          |
| Atleta                 | Evento              | Tempo    | Classifica | Tempo           | Classifica      | Tempo           | Classifica      |
| ---------------------- | ------------------- | -------- | ---------- | --------------- | --------------- | --------------- | --------------- |
| Árni Már Árnason       | 50 m stile libero   | 22"81    | 32º        | non qualificato | non qualificato | non qualificato | non qualificato |
| Anton Sveinn McKee     | 1500 m stile libero | 15'29"40 | 25º        | N.D.            | N.D.            | non qualificato | non qualificato |
| Anton Sveinn McKee     | 400 metri misti     | 4'25"06  | 31º        | N.D.            | N.D.            | non qualificato | non qualificato |
| Jakob Jóhann Sveinsson | 100 m rana          | 1'02"65  | 36º        | non qualificato | non qualificato | non qualificato | non qualificato |
| Jakob Jóhann Sveinsson | 200 m rana          | 2'16"72  | 31º        | non qualificato | non qualificato | non qualificato | non qualificato |

#### Femminile
| Atleta                                                                           | Evento            | Batteria | Batteria   | Semifinale      | Semifinale      | Finale          | Finale          |
| Atleta                                                                           | Evento            | Tempo    | Classifica | Tempo           | Classifica      | Tempo           | Classifica      |
| -------------------------------------------------------------------------------- | ----------------- | -------- | ---------- | --------------- | --------------- | --------------- | --------------- |
| Sarah Blake Bateman                                                              | 50 m stile libero | 25"28    | =16ª       | non qualificata | non qualificata | non qualificata | non qualificata |
| Sarah Blake Bateman                                                              | 100 m farfalla    | 59"87    | 32ª        | non qualificata | non qualificata | non qualificata | non qualificata |
| Eygló Ósk Gústafsdóttir                                                          | 100 m dorso       | 1'02"40  | 32ª        | non qualificata | non qualificata | non qualificata | non qualificata |
| Eygló Ósk Gústafsdóttir                                                          | 200 m dorso       | 2'11"31  | 20ª        | non qualificata | non qualificata | non qualificata | non qualificata |
| Eygló Ósk Gústafsdóttir                                                          | 200 m misti       | 2'16"81  | 28ª        | non qualificata | non qualificata | non qualificata | non qualificata |
| Hrafnhildur Lúthersdóttir                                                        | 200 m rana        | 2'29"60  | 28ª        | non qualificata | non qualificata | non qualificata | non qualificata |
| Sarah Bateman Eygló Ósk Gústafsdóttir Eva Hannesdóttir Hrafnhildur Lúthersdóttir | 4×100 m misti     | 4'07"09  | 15ª        | N.D.            | N.D.            | non qualificate | non qualificate |

## Pallamano
rose e risultati ufficiali

### Torneo maschile

#### Rosa
| N° | Naz.               | Ruolo | Sportivo                 | Anno | Alt.   |  | Squadra di club    |  |
| -- | ------------------ | ----- | ------------------------ | ---- | ------ |  | ------------------ |  |
| 1  | Islanda (bandiera) | P     | Björgvin Páll Gústavsson | 1985 | 1,89 m |  | Magdeburgo         |  |
| 2  | Islanda (bandiera) | PV    | Vignir Svavarsson        | 1980 | 1,98 m |  | Hannover-Burgdorf  |  |
| 3  | Islanda (bandiera) | PV    | Kári Kristjánsson        | 1981 | 1,92 m |  | Wetzlar            |  |
| 4  | Islanda (bandiera) | C     | Aron Pálmarsson          | 1990 | 1,93 m |  | Kiel               |  |
| 5  | Islanda (bandiera) | T     | Ingimundur Ingimundarson | 1980 | 1,88 m |  | Fram               |  |
| 6  | Islanda (bandiera) | A     | Ásgeir Örn Hallgrímsson  | 1984 | 1,92 m |  | Hannover-Burgdorf  |  |
| 7  | Islanda (bandiera) | T     | Arnór Atlason            | 1984 | 1,90 m |  | AG Copenaghen      |  |
| 9  | Islanda (bandiera) | T     | Guðjón Valur Sigurðsson  | 1979 | 1,88 m |  | AG Copenaghen      |  |
| 10 | Islanda (bandiera) | C     | Snorri Guðjónsson        | 1981 | 1,86 m |  | AG Copenaghen      |  |
| 11 | Islanda (bandiera) | T     | Ólafur Stefánsson        | 1973 | 1,97 m |  | AG Copenaghen      |  |
| 15 | Islanda (bandiera) | A     | Alexander Petersson      | 1980 | 1,89 m |  | Füchse Berlino     |  |
| 16 | Islanda (bandiera) | P     | Hreiðar Guðmundsson      | 1980 | 1,96 m |  | Nøtterøy Håndball  |  |
| 17 | Islanda (bandiera) | PV    | Sverre Andreas Jakobsson | 1977 | 1,98 m |  | Großwallstadt      |  |
| 18 | Islanda (bandiera) | PV    | Róbert Gunnarsson        | 1980 | 1,90 m |  | Rhein-Neckar Löwen |  |

- Allenatore:  Guðmundur Guðmundsson

#### Fase a gironi - Gruppo A
| Arbitro: | Geipel, Helbig |

|                           |           |                 |
| Guðjón Valur Sigurðsson 9 | Marcatori | 5 Diego Simonet |

| Arbitro: | Al-Nuaimi, Omar |

|                  |           |                   |
| Amine Bannour 10 | Marcatori | 8 Aron Pálmarsson |

| Arbitro: | Nachevski, Nikolov |

|                 |           |                   |
| Jonas Källman 9 | Marcatori | 9 Aron Pálmarsson |

| Arbitro: | Krstić, Ljubić |

|                       |           |                    |
| Alexander Petersson 6 | Marcatori | 9 Jérôme Fernandez |

| Arbitro: | Abdulla, Bamutref |

|                           |           |                  |
| Guðjón Valur Sigurðsson 8 | Marcatori | 9 Steven Larsson |

| Squadra       | Pt | G | V | N | P | PF  | PS  | DP  |
| ------------- | -- | - | - | - | - | --- | --- | --- |
| Islanda       | 10 | 5 | 5 | 0 | 0 | 167 | 132 | +35 |
| Francia       | 8  | 5 | 4 | 0 | 1 | 159 | 110 | +49 |
| Svezia        | 6  | 5 | 3 | 0 | 2 | 156 | 115 | +41 |
| Tunisia       | 4  | 5 | 2 | 0 | 3 | 121 | 125 | -4  |
| Argentina     | 2  | 5 | 1 | 0 | 4 | 113 | 138 | -25 |
| Gran Bretagna | 0  | 5 | 0 | 0 | 5 | 96  | 192 | -96 |

#### Quarti di finale
| Arbitro: | Lazaar, Reveret |

|                           |           |               |
| Guðjón Valur Sigurðsson 8 | Marcatori | 9 László Nagy |

- Islanda eliminata ai quarti di finale. Posizione nella classifica finale: 5º posto pari merito con  Danimarca,  Spagna e  Tunisia

## Tiro a segno/volo
risultati ufficiali

### Maschile
| Atleta               | Evento                     | Qualificazione | Qualificazione | Finale          | Finale          |
| Atleta               | Evento                     | Punteggio      | Classifica     | Punteggio       | Classifica      |
| -------------------- | -------------------------- | -------------- | -------------- | --------------- | --------------- |
| Ásgeir Sigurgeirsson | Pistola 10m aria compressa | 580            | 14°            | non qualificato | non qualificato |
| Ásgeir Sigurgeirsson | Pistola 50m                | 544            | 32°            | non qualificato | non qualificato |